# Marathon van Houston 1986
De marathon van Houston 1986 (ook wel Houston-Tenneco) vond plaats op zondag 19 januari 1986. Het was de veertiende editie van deze marathon.
De Amerikaan Paul Cummings won de marathon bij de mannen in 2:11.32. Hij had slechts acht seconden voorsprong op de Canadees David Edge. Bij de vrouwen won de Engelse Veronique Marot in 2:31.33. Zij had een voorsprong van ruim twee minuten op de Amerikaanse Francie Larrieu. Beide winnaars ontvingen $ 25.000 voor hun zege.
In totaal finishten er 2620 marathonlopers, waarvan 2228 mannen en 392 vrouwen.

## Uitslagen

### Mannen
| rang   | naam                  | land | tijd    |
| ------ | --------------------- | ---- | ------- |
| Goud   | Paul Cummings         | USA  | 2:11.32 |
| Zilver | David Edge            | CAN  | 2:11.40 |
| Brons  | Jerry Kiernan         | IRL  | 2:12.45 |
| 4      | Roy Anderson          | NOR  | 2:12.58 |
| 5      | Don Janicki           | USA  | 2:13.12 |
| 6      | Martin Froelick       | USA  | 2:13.27 |
| 7      | Jarl-Gaute Aase       | NOR  | 2:13.41 |
| 8      | George Malley         | USA  | 2:13.45 |
| 9      | David Olds            | USA  | 2:13.48 |
| 10     | Henrik Albahn         | DEN  | 2:13.56 |
| 11     | Svend-Erik Kristensen | DEN  | 2:14.05 |
| 12     | Jan Fjaerestad        | NOR  | 2:15.48 |
| 13     | Zackariah Barie       | TAN  | 2:16.03 |
| 14     | Gerald Vanesse        | USA  | 2:16.20 |
| 15     | Sam Ngatia            | KEN  | 2:17.06 |
| 16     | Derek Froude          | NZL  | 2:17.21 |
| 17     | Tommy Persson         | SWE  | 2:17.28 |
| 18     | Peter Ffitch          | USA  | 2:18.05 |
| 19     | Leodigard Martin      | TAN  | 2:18.10 |
| 20     | Benji Durden          | USA  | 2:18.22 |
| 21     | Roger Soler           | PER  | 2:18.42 |
| 22     | Derrick May           | RSA  | 2:18.42 |
| 23     | John-Andrew Boyes     | ENG  | 2:18.43 |
| 24     | Oyvind Dahl           | NOR  | 2:19.05 |
| 25     | Paul Craig            | CAN  | 2:21.44 |

### Vrouwen
| rang   | naam                | land | tijd    |
| ------ | ------------------- | ---- | ------- |
| Goud   | Veronique Marot     | ENG  | 2:31.33 |
| Zilver | Francie Larrieu     | USA  | 2:33.37 |
| Brons  | Bente Moe           | NOR  | 2:33.40 |
| 4      | Christa Vahlensieck | FRG  | 2:35.43 |
| 5      | Heidi Hutterer      | FRG  | 2:35.56 |
| 6      | Susan Schneider     | USA  | 2:36.27 |
| 7      | Gabriela Wolf       | FRG  | 2:36.35 |
| 8      | Donna Burge         | USA  | 2:41.13 |
| 9      | Marianne Dickerson  | USA  | 2:43.25 |
| 10     | Kathy Molitor       | USA  | 2:45.16 |
| 11     | Birgit Lennartz     | FRG  | 2:46.28 |
| 12     | Laurie Binder       | USA  | 2:49.00 |
| 13     | Debbie Warner       | USA  | 2:49.31 |
| 14     | Carol Mclatchie     | USA  | 2:50.33 |
| 16     | Karen Cramond       | USA  | 2:55.33 |

1972 ·
1973 ·
1974  ·
1975 ·
1976 ·
1977 ·
1978 ·
1979 ·
1980 ·
1981 ·
1982 ·
1983 ·
1984 ·
1985 ·
1986 ·
1987 ·
1988 ·
1989 ·
1990 ·
1991 ·
1992 ·
1993 ·
1994 ·
1995 ·
1996 ·
1997 ·
1998 ·
1999 ·
2000 ·
2001 ·
2002 ·
2003 ·
2004 ·
2005 ·
2006 ·
2007 ·
2008 ·
2009 ·
2010 ·
2011 ·
2012 ·
2013 ·
2014 ·
2015 ·
2016 ·
2017